# Amenemhet (18. Dynastie)
Amenemhet war ein altägyptischer Gaufürst und königlicher Siegelverwalter unter Ahmose sowie Amenophis I. und lebte zu Beginn der 18. Dynastie (etwa 1555 bis 1505 v. Chr.). Er gilt als Erfinder der Wasseruhr mit einem Auslaufrohr und einer verbesserten Zeitmessung. Die Ägypter teilten die Nacht in zwölf gleichmäßige Zeitabschnitte ein, deren Länge aber je nach Jahreszeit variierte. In Amenemhets Wasseruhr war eine Stundenskala eingeritzt, die die zu- und abnehmende Länge der Nachtstunden zum ersten Mal berücksichtigte.
In seiner Grabinschrift ist die Erfindung genau beschrieben:

„Ich … fertigte seiner Majestät Amenophis I. eine Wasseruhr, die zu jeder Jahreszeit richtig war. Sommer und Winter zeigte sie die Stunde an ihrer Stelle. Nie wurde ähnliches seit der Urzeit hergestellt.“

Der Ägyptologe und Finder der Nofretete-Büste Ludwig Borchardt bezeichnet diese Inschrift des Amenemhet in seiner fundamentalen Abhandlung Die Altägyptische Zeitmessung (1920) als „die Selbstbiographie des ersten namentlich nachweisbaren Physikers der Alten Welt“ (S. B. 63). Amenemhet weist in seiner Biografie jedoch auch auf die Lektüre älterer Schriften hin, denen er seine Erfindung verdankt. Ob er als Erfinder der einfachen Wasseruhr angesehen werden kann, bleibt daher unklar, da es neben der Auslaufwasseruhr das Modell der Einlaufwasseruhr gab und Amenemhet auf seine Kenntnis der ungleichen Anzahl der Nachtstunden hinwies.
Dass die Viskosität von Wasser nachts infolge niedriger Temperaturen höher als tagsüber ist, berücksichtigte Amenemhet durch eine Anpassung des Anstellwinkels der Drainage um 7°. Damit gilt er als erster, der sich mit rheologischen Fragestellungen auseinandersetzte.